# ناحیه بجایه
ناحیه بجایه (به عربی: دائرة بجایة) یک ناحیه در الجزایر است که در استان بجایه واقع شده‌است.